# Eugeniusz Przybył
Eugeniusz Przybył (ur. w 1884 w Łodzi, zm. w 1965 w Toruniu) – polski  bibliofil, społecznik i malarz. 
W 1905 r. ukończył gimnazjum w Częstochowie i wstąpił do Akademii Sztuk Pięknych w Krakowie, studiując tam u Wojciecha Weissa malarstwo do 1913 r., kiedy to otrzymał dyplom końcowy z wyróżnieniem. W międzyczasie, w 1911 r., odbył podróż artystyczną po Włoszech. Po studiach wyjechał w 1913 r. do Paryża, gdzie studiował w Académie Julian, a następnie został nauczycielem szkoły średniej w Łodzi. W czerwcu 1920 r. przeprowadził się do Torunia i do 1931 r. uczył robót ręcznych oraz rysowania w tamtejszym seminarium nauczycielskim. Zaangażował się w życie kulturalne miasta, m.in. pod koniec 1920 r. został członkiem założycielem i aktywnym działaczem Konfraterni Artystów, którą kierował od grudnia 1930 do października 1931. W 1926 r. został współzałożycielem Towarzystwa Bibliofilów im. Joachima Lelewela w Toruniu, z którym był związany do końca życia. Był żonaty z Anną (zm. w 1931), w 1933 poślubił Janinę Fiotowską. Miał córkę Jadwigę.
Okres II wojny światowej spędził w Toruniu, nie mając zatrudnienia. W czasie II wojny światowej pisał dziennik (od 1 IX 1939 do schyłku 1945 r.), wydany drukiem w 2019 r. (nie wydano jego części obejmującej okres 1945 r. po zajęciu miasta przez Sowietów) Po zakończeniu okupacji niemieckiej pracował w 1945 r. w toruńskim urzędzie wojewódzkim, a w kolejnych miesiącach w różnych szkołach średnich. W 1946 r. podjął pracę na Wydziale Sztuk Pięknych Uniwersytetu Mikołaja Kopernika w Toruniu jako adiunkt. Na uczelni pracował do 1950 r. W pierwszym półroczu 1945 był współtwórcą toruńskiego oddziału Związku Polskich Artystów Plastyków, a od sierpnia tego roku jego prezesem. 
Przybył od ok. 1910 r. kolekcjonował książki i czasopisma, doprowadzając swój księgozbiór do ok. 10 tys. pozycji. Większość zbioru (ok. 75%) przekazał w 1963 Bibliotece Uniwersyteckiej w Toruniu, która później nabyła pozostałą część. Jako twórca, oprócz obrazów i rysunków, głównie węglem, Przybył tworzył też litografie.
Pochowany jest na Cmentarzu Garnizonowym w Toruniu.

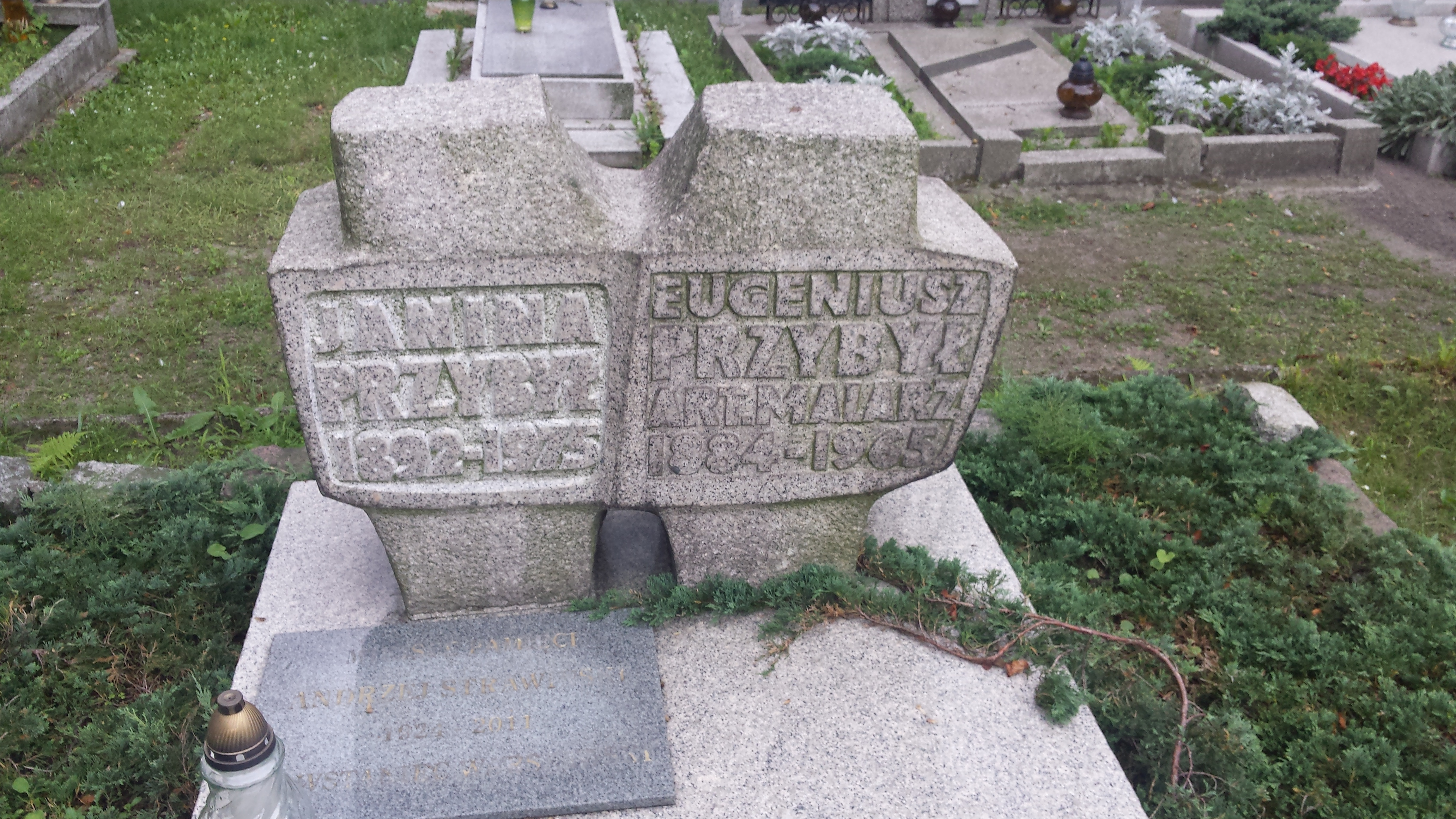
Grób Eugeniusza Przybyła

E. Przybyłowi poświęcono książkę: Tondel J., 2014: Między książką a sztuką. Eugeniusza Przybyła, toruńskiego bibliofila i malarza, pasje i rozczarowania. Wydawnictwo Naukowe Uniwersytetu Mikołaja Kopernika, str. 518. ISBN 978-83-231-3208-0